# Guilhufe
Guilhufe é uma povoação portuguesa do Município de Penafiel que foi sede da extinta Freguesia de Guilhufe, freguesia que tinha 4,45 km² de área e 2 844 habitantes (2011), e, por isso, uma densidade populacional de 639,1 hab/km².
A Freguesia de Guilhufe foi extinta (agregada) pela reorganização administrativa de 2012/2013, tendo o seu território sido agregado ao da Freguesia de Urrô para criar a Freguesia de Guilhufe e Urrô.

## População
| População da freguesia de Guilhufe | População da freguesia de Guilhufe | População da freguesia de Guilhufe | População da freguesia de Guilhufe | População da freguesia de Guilhufe | População da freguesia de Guilhufe | População da freguesia de Guilhufe | População da freguesia de Guilhufe | População da freguesia de Guilhufe | População da freguesia de Guilhufe | População da freguesia de Guilhufe | População da freguesia de Guilhufe | População da freguesia de Guilhufe | População da freguesia de Guilhufe | População da freguesia de Guilhufe |
| ---------------------------------- | ---------------------------------- | ---------------------------------- | ---------------------------------- | ---------------------------------- | ---------------------------------- | ---------------------------------- | ---------------------------------- | ---------------------------------- | ---------------------------------- | ---------------------------------- | ---------------------------------- | ---------------------------------- | ---------------------------------- | ---------------------------------- |
| 1864                               | 1878                               | 1890                               | 1900                               | 1911                               | 1920                               | 1930                               | 1940                               | 1950                               | 1960                               | 1970                               | 1981                               | 1991                               | 2001                               | 2011                               |
| 792                                | 765                                | 846                                | 929                                | 1 079                              | 1 126                              | 1 208                              | 1 488                              | 1 612                              | 1 795                              | 2 090                              | 2 713                              | 2 837                              | 2 621                              | 2 844                              |

| Distribuição da População por Grupos Etários | Distribuição da População por Grupos Etários | Distribuição da População por Grupos Etários | Distribuição da População por Grupos Etários | Distribuição da População por Grupos Etários | Distribuição da População por Grupos Etários | Distribuição da População por Grupos Etários | Distribuição da População por Grupos Etários | Distribuição da População por Grupos Etários | Distribuição da População por Grupos Etários |
| -------------------------------------------- | -------------------------------------------- | -------------------------------------------- | -------------------------------------------- | -------------------------------------------- | -------------------------------------------- | -------------------------------------------- | -------------------------------------------- | -------------------------------------------- | -------------------------------------------- |
| Ano                                          | 0-14 Anos                                    | 15-24 Anos                                   | 25-64 Anos                                   | > 65 Anos                                    |                                              | 0-14 Anos                                    | 15-24 Anos                                   | 25-64 Anos                                   | > 65 Anos                                    |
| 2001                                         | 549                                          | 433                                          | 1 389                                        | 250                                          |                                              | 20,9%                                        | 16,5%                                        | 53,0%                                        | 9,5%                                         |
| 2011                                         | 467                                          | 384                                          | 1 670                                        | 323                                          |                                              | 16,4%                                        | 13,5%                                        | 58,7%                                        | 11,4%                                        |

1. ↑  Diário da República, 1.ª Série, n.º 19, Reorganização administrativa do território das freguesias, Lei n.º 11-A/2013, de 28 de janeiro, Anexo I. Acedido a 19/07/2013.
2. ↑  Instituto Nacional de Estatística (Recenseamentos Gerais da População) - https://www.ine.pt/xportal/xmain?xpid=INE&xpgid=ine_publicacoes